# PStB 3 und 4
Die Lokomotiven PStB 3 und 4 (beide erste Besetzung) waren die ersten Trambahnlokomotiven der Plettenberger Straßenbahn. Sie stammen von der Aktiengesellschaft für Lokomotivbau Hohenzollern, die von 1898 bis 1910 17 ähnliche Lokomotiven herstellte. Beide Lokomotiven waren bis 1928 in Betrieb. Da der gesteigerte Verkehr die Beschaffung von stärkeren Lokomotiven erforderlich machte, wurden sie ausgemustert und verschrottet.

## Geschichte und Einsatz
Die Lokomotiven sollten die beiden ersten Tenderlokomotiven PStB 1 und 2 ergänzen. Sie wichen in Größe und Aussehen geringfügig voneinander ab und waren vorrangig für den Güterverkehr, der anfangs als Rollbockverkehr und später als Rollwagenverkehr durchgeführt wurde, ausgelegt. Namen erhielten sie von den benannten Flüssen an der Strecke, die 3 „Else“ und die 4 „Oester“. Die Lokomotiven konnten auf der steigungsreichen Oestertalbahn zwei aufgeschemelte Güterwagen befördern.
Die Lokomotive 3 Else erlitt 1903 einen Unfall, als ein offensichtlich nicht gesicherter aufgeschemelter Güterwagen auf die Lokomotive auffuhr, diese umkippte und sie gegen die Wand eines Hauses drückte. Der Güterwagen stürzte mitsamt den Rollböcken in die Oester. Die Lokomotive wurde wieder hergerichtet und stand bis 1928 im Einsatz.
Die Lokomotive 4 Oester besaß ein etwas höheres Reibungsgewicht und hatte im schweren Zugdienst einen ruhigen Lauf. 1927 wurde sie in Nummer 1 in zweiter Besetzung umgezeichnet, da neue Lokomotiven geliefert wurden, die ihre Nummer erhalten sollten. 1928 wurde sie nach Ablauf der Kesselfrist ausgemustert und verschrottet.

## Technik
Während die Lokomotive 3 im Aussehen sehr den Hohenlimburger Kleinbahn 1–3 ähnelte, hatte die 4 einen schrägen Kohlenkasten am Lokende. Sie war geringfügig stärker und schwerer als ihre Schwesterlokomotive. Beide Lokomotiven wurden vom Hersteller als Typ Plettenberg-Tram bzw. als weiterentwickelter Typ Oester-Tram bezeichnet. An den Stirnseiten waren jeweils drei gleich große ovale Fenster, die zum Öffnen um die senkrechte Achse drehbar waren.
Die Dampfmaschine war in Nassdampf-Bauart ausgeführt und der Kessel war mit Asbest verkleidet. Die beiden Dampfzylinder waren als Innentriebwerk gestaltet. Sie waren leicht geneigt unter der Rauchkammer angeordnet und wirkten auf die doppelt gekröpfte hintere Antriebsachse. Neben dem Dom in Kesselmitte befanden sich der Regler und die Steuerung. Mindestens die Lokomotive 4 Oester hatten diese Bedienelemente auf beiden Seiten des Kessels, damit der Lokomotivführer je nach Sichtverhältnissen auf beiden Seiten die Lokomotive bedienen konnte. Die Lokomotive 4, die einen erhöhten Dampfdruck von 15 bar besaß, war von Beginn an mit einer Saugluftbremse der Bauart Körting ausgerüstet, während diese bei der Lokomotive 3 1897 nachgerüstet wurde. Die Lokomotiven wurden später umgebaut, was die Zug- und Stoßeinrichtung und den Funkenfänger betraf. Seitliche Puffer besaßen sie nicht. Der große seitliche Ausschnitt an den Bedienseiten der Lokomotive hatte jeweils zwei auf durchgängigen Leisten verschiebbare Bleche mit Fenster, um dem Personal etwas Schutz geben zu können, diese Platten konnten aber auch abgenommen werden.